# Collettore Padano
Il collettore padano polesano è un canale artificiale che scorre nel territorio del Polesine, più esattamente nella provincia di Rovigo, tra Canalbianco ed il Po, emissario della Fossa Polesella e arrivando nei pressi di Porto Levante, nel comune di Porto Viro.

## Storia
La situazione idrografica del territorio polesano, che beneficiò dell'intervento e delle bonifiche iniziate durante il dominio della Repubblica di Venezia, nel XIX secolo presentava ancora la difficoltà di far defluire le acque di scolo nei terreni. Il Po risultava troppo elevato ed il Canalbianco già era interessato dal deflusso delle acque provenienti dalla bassa veronese e dalla zona di Ostiglia, quindi per risolvere il problema si ritenne necessario pianificare la realizzazione di un nuovo canale.
Il progetto, curato dal genio civile di Rovigo ed affidato ad un gruppo diretto dall'ingegnere Carlo Veronese, prevedeva lo scavo di un canale collegato a monte con la fossa Polesella ed a valle presso Volta Grimana, dove situare un adeguato impianto idrovoro in grado di sollevare un notevole volume. Sottoposto al competente Ministero del Regno venne approvato l'8 marzo 1887. La costruzione venne avviata nel 1894 ed i lavori riuscirono ad essere ultimati dieci anni più tardi, nel 1904.